# راسته‌کنار بویین
راسته‌کنار بویین، روستایی از توابع بخش مرکزی شهرستان فومن در استان گیلان ایران است.

## جمعیت
این روستا در دهستان گوراب پس قرار دارد و براساس سرشماری مرکز آمار ایران در سال ۱۳۸۵، جمعیت آن ۵۱۴ نفر (۱۴۰خانوار) بوده‌است.